# كاروثرز بيتي
كاروثرز بيتي (بالإنجليزية: John Carruthers Beattie)‏ هو فيزيائي جنوب أفريقي، ولد في 21 نوفمبر 1866 في Waterbeck ‏ في المملكة المتحدة، وتوفي في 10 سبتمبر 1946 في كيب تاون في جنوب أفريقيا.